# Acanthopagrus sivicolus
Acanthopagrus sivicolus is een  straalvinnige vissensoort uit de familie van zeebrasems (Sparidae). De wetenschappelijke naam van de soort is voor het eerst geldig gepubliceerd in 1962 door Akazaki.